# 東浦町立藤江小学校
東浦町立藤江小学校（ひがしうらちょうりつ ふじえしょうがっこう）は、愛知県知多郡東浦町にある公立小学校。

## 校区
- 東浦町南西部の小学校であり、大字藤江、大字石浜（字平池上）が校区である。公立中学校の場合の進学先は東浦町立東浦中学校である[1]。

## 沿革
- 1873年（明治6年）4月1日 - 友強学校として開校。藤江村、生路村、有脇村の児童が通学する。安徳寺[注釈 1]を仮校舎とする。
- 1875年（明治8年） - 知多郡第62・63番小学藤江学校に改称する。
- 1876年（明治9年） -
  - 藤江村、有脇村が合併し、広田村が発足する。
  - 有脇村が離脱し、有脇学校を開校する。
- 1877年（明治10年）10月 - 生路村が離脱し、生路学校を開校する。
- 1882年（明治15年） -
  - 広田村が分立し、藤江村と有脇村となる。
  - 藤江学校に改称する。校舎を新築し、移転する。
- 1887年（明治20年） - 尋常小学藤江学校に改称する。有脇村の有脇学校を統合する。
- 1889年（明治22年）10月1日 - 町村制により、藤江村が発足。
- 1892年（明治25年） - 藤江尋常小学校に改称する。有脇尋常小学校を分離する。
- 1893年（明治26年） - 高等科を設置し、藤江尋常高等小学校に改称する。
- 1906年（明治39年）5月1日 - 森岡村の一部、緒川村、石浜村、生路村、藤江村が合併し、東浦村が発足。
- 1908年（明治41年） - 藤江尋常高等小学校と生路尋常小学校が統合され、東浦第三尋常小学校となる。校区は藤江、生路となる。旧・藤江尋常高等小学校校舎を南仮教場、旧・生路尋常小学校校舎を北仮教場とする。
- 1912年（大正元年） - 藤江尋常小学校（藤江）と生路尋常小学校（生路）に分立する。
- 1915年（大正4年） - 東浦村大字藤江字仏131[注釈 2]に校舎を新築し、移転する。
- 1941年（昭和16年）4月1日 - 藤江国民学校に改称する。
- 1947年（昭和22年）4月1日 - 東浦村立藤江小学校に改称する。
- 1948年（昭和23年）6月1日 - 東浦村が町制を施行し、東浦町となる。同時に東浦町立藤江小学校に改称する。
- 1962年（昭和37年） - 体育館が完成する。
- 1972年（昭和47年） - 現在地に新校舎（鉄筋コンクリート造）が完成し、移転する。
- 1974年（昭和49年） - プールが完成する。
- 1981年（昭和56年） - 校舎を増築する。
- 1987年（昭和62年） - 新体育館が完成する。
- 1999年（平成11年） - 特別教室が完成する。
- 2002年（平成14年） - 西館が完成する。
- 2004年（平成16年） - 東館が完成する。
- 2018年（平成30年） - 公益社団法人国土緑化推進機構が主催する「平成３０年度全日本学校関係緑化コンクール　学校林等活動の部」において、小学校で全国最優秀賞である特選（農林水産大臣賞・日本放送協会会長賞）を受賞する。

## 交通アクセス
- JR東海武豊線東浦駅下車、徒歩約15分。
- 東浦町運行バス循環線（左回り）、循環線（右回り）「藤江小学校西」バス停より徒歩約3分。

## 周辺施設
- 愛知県立東浦高等学校
- 藤江保育園
- 武豊線東浦駅